# Bénouville (Seine-Maritime)
Bénouville ist eine französische Gemeinde mit 168 Einwohnern (Stand: 1. Januar 2022) im Département Seine-Maritime in der Region Normandie. Sie gehört zum Arrondissement Le Havre und zum Kanton Octeville-sur-Mer. Die Einwohner werden Bénouvillais und Bénouvillaises genannt.

## Geographie

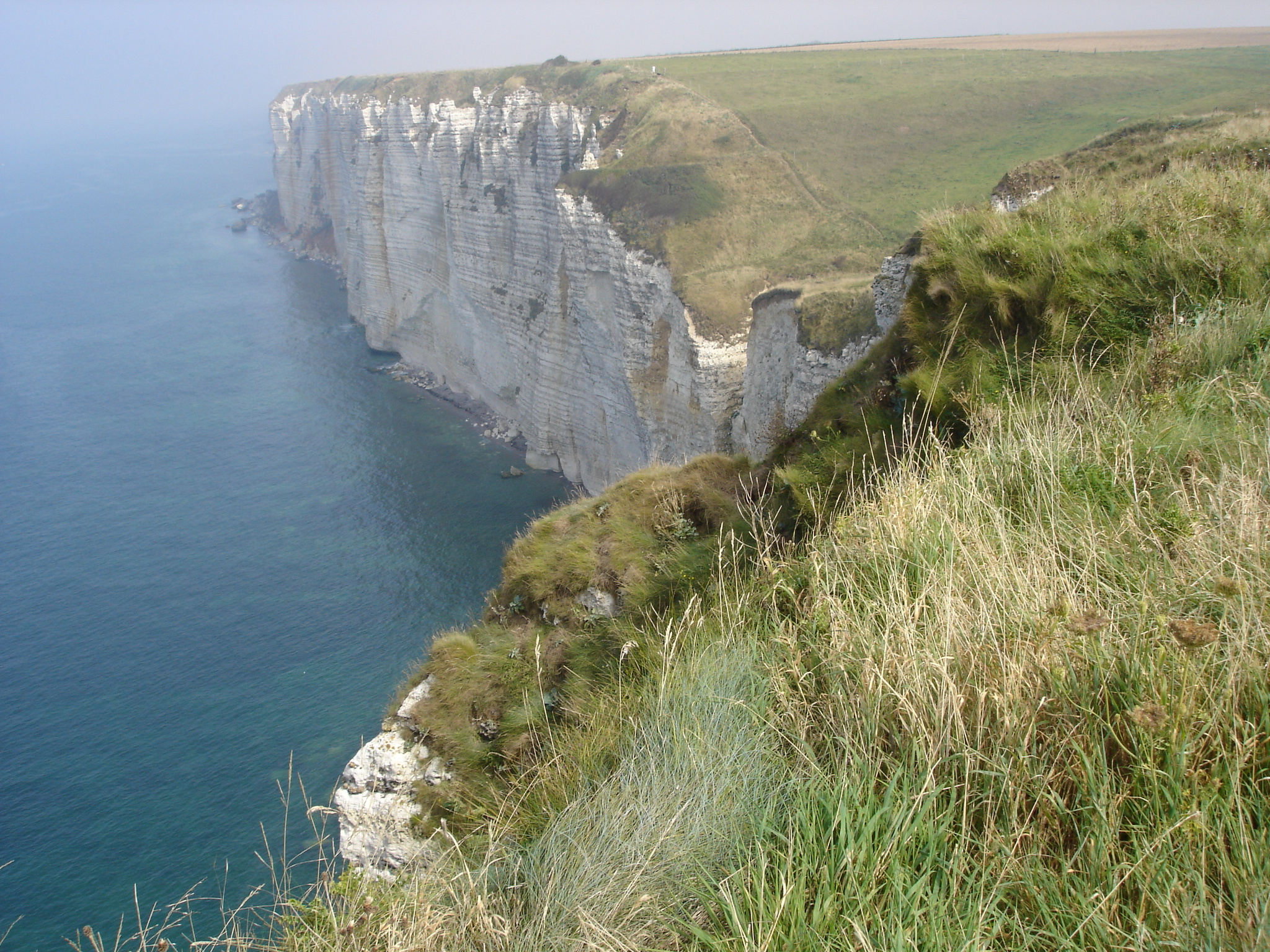
Steilküste bei Bénouville

Bénouville liegt in der Naturregion Pays de Caux, etwa 28 Kilometer nordnordöstlich von Le Havre an der Atlantikküste zum Ärmelkanal. Umgeben wird Bénouville von den Nachbargemeinden Les Loges im Osten und Südosten, Bordeaux-Saint-Clair im Süden sowie Étretat im Westen und Südwesten.

## Geschichte
Der Name des Dorfes stammt von „villa“, einem lateinischen Wort für ländliches Anwesen, und von Bjornulfr, einem skandinavischen Krieger, der nach Ruhm und Geld dürstete und um 915 Rollo bei seiner Invasion des Westfrankenreichs folgte. Dieser ließ zur Befriedung der eroberten Gebiete seine Anführer dort siedeln.
Im Jahr 1195 hieß das Dorf Burnouville, 1793 Bénonville und wurde 1801 Bénouville.

## Bevölkerungsentwicklung

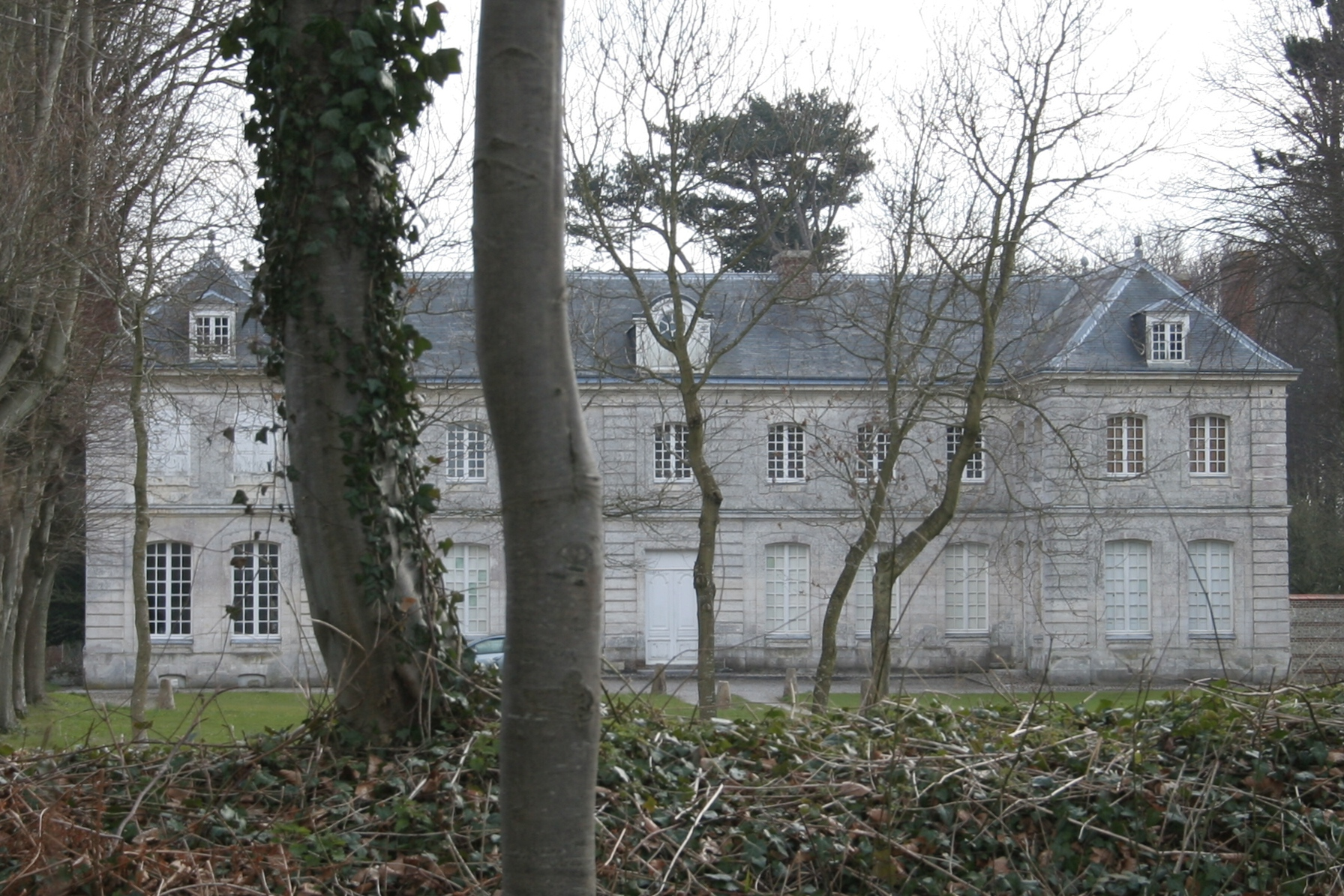
Schloss Bénouville

| Jahr                      | 1962 | 1968 | 1975 | 1982 | 1990 | 1999 | 2006 | 2013 | 2020 |
| Einwohner                 | 158  | 139  | 128  | 145  | 146  | 128  | 118  | 173  | 182  |
| Quelle: Cassini und INSEE |      |      |      |      |      |      |      |      |      |

## Sehenswürdigkeiten
- Die neoromanische Kirche Saint-Riquier wurde im 19. Jahrhundert errichtet.
- Das Schloss Bénouville datiert aus der Zeit der Regentschaft Ludwig XV. Es ist in Teilen seit 1972 als Monument historique eingeschrieben.